# Hysteric Blue
Hysteric Blue（ヒステリック・ブルー）は、かつて活動していた日本のロックバンド。略称はヒスブル。

## 来歴
- 1997年7月、Tamaとたくやが地元の大阪城公園前ストリート・ライブ天国（通称「城天」）などで4人組のバンド活動中に、城天のライブを見たナオキに誘われて結成した。結成直後、デモテープを作り業界関係者などに送る。後に音楽プロデューサーとなる佐久間正英の耳にとまったことがきっかけで、1998年6月、Sony Recordsと契約する。
- 1998年10月31日、シングル「RUSH!」でメジャー・デビュー。
- 1999年1月に発売した2ndシングル「春〜spring〜」でブレイクを果たす。4月1日、初のアルバム「baby Blue」を発売。7月28日、4thシングル「なぜ…」を発売。ドラマ主題歌に使われヒット。12月31日、『第50回NHK紅白歌合戦』に出場し、ブレイクのきっかけとなった「春〜spring〜」を披露した。
- 2002年11月20日、結成5周年で初のベスト・アルバム「Historic Blue」を発売。
- 2003年6月17日、ライブにて活動休止を発表。たくやが「デビューからこの4、5年の間にいろんなものを吸収したけど、だんだん個性が出てきた。一旦休んで各自やりたいことをやって、また集まろうとなった」と説明した。9月23日、大阪でのライブを最後に活動休止。
- 2004年3月4日、ナオキが強姦・強制わいせつ容疑で逮捕されたことを受け、公式サイトでTamaとたくやの連名でバンド解散を発表した[1][2]。この時点で全作品が回収・廃盤となった。その後ナオキが10年以上の実刑判決となったこともあり、出荷再開や再発及び配信が行われることはなく、全作品廃盤のままとなっている。

## メンバー
いずれも大阪府出身。
Tama（ボーカル）
1980年10月28日生まれ、大阪府八尾市出身。
解散後、バンド「Screaming Frogs」を結成し、ボーカルを担当、人気漫画を原作としたアニメ『鋼の錬金術師』のキャラクターソングに詞を提供するなど、作詞活動も行う。
Sabaoの活動と並行し、2014年、自身初となるソロアルバムをリリース。休止までに3枚のソロアルバムを発表している。
たくや（ドラム）
1980年4月12日生まれ、大阪市出身。
Hysteric Blueのメインソングライター。代表曲である「春〜spring〜」、「なぜ…」等の大半の楽曲の作詞・作曲を手がけた。
「春〜spring〜」でブレイクした後にインタビューで、「それまでバイトしてたのにこのヒットで年収何千万円ともらえるようになって生活が一変した」と語っていた。
解散後、本名の楠瀬拓哉名義でバンド、サポート、楽曲提供、舞台音楽などを数多く担当している。
Tamaと同じく、『鋼の錬金術師』『BLEACH』などのキャラクターソング、佐久間正英と共に楠瀬拓哉名義で曲及び詞を提供活動を行う。
2010年、Tamaの所属する「Screaming Frogs」に参加。しかしまもなくScreaming Frogsは活動を停止した。
2012年、アニメ「ギルティクラウン ロストクリスマス」主題歌と挿入歌の2曲に佐久間正英と共に楠瀬拓哉名義で曲及び詞を提供している。
ナオキ（ギター、ステージ上手側、リーダー）
1979年5月29日生まれ、大阪市出身。
「Little Trip」、「直感パラダイス」、「だいすき」等の作曲を手がけていた。
2004年3月、強制わいせつにより逮捕（前述）。2005年2月、強姦および強制わいせつ（未遂含む）の罪により、東京地裁で懲役14年の判決を受けた。2006年5月、控訴審で懲役12年に減刑され、上告棄却により確定。山形刑務所に収監。
月刊『創』2016年8月号に本名の赤松直樹名義で獄中手記を寄せた。
2016年9月までに山形刑務所を出所。出所後は秋田県内の社会復帰施設に入所し、社会活動にも身を投じておりTwitterでフェミニズムや左翼に関する発言を発信していた。
2020年9月、強制わいせつ致傷容疑で再び逮捕された。逮捕当時は「二階堂」に改姓していた。2021年3月30日、さいたま地方裁判所で開かれた初公判で「強制わいせつ行為の指している内容がよくわからないので否認します」と述べた。2021年11月、強制わいせつ未遂の罪で懲役1年2月の実刑判決を受けた。判決を不服として東京高等裁判所に控訴するも、東京高裁は2022年8月30日、控訴を退ける判決を言い渡した。

### サポート・ベース
佐久間正英
プロデュース担当。前期のレコーディング、ライヴ、テレビ収録で参加（ステージ下手側）。活動後期には「Home Town」の作曲を手がけている。解散後もメンバーとの交流があり、自らの誕生日イベントにはTama、たくやが出演した。
人時
後期でのライヴ、レコーディング参加。

## ディスコグラフィー
※ 2020年時点で、シングル・アルバムとビデオ共に廃盤状態となっている。
その為、中古市場やネットオークションなどでは稀少品であることから、高値で取引されている。

### シングル
| 枚   | 発売日         | タイトル                        | オリコン最高位 |
| ---- | -------------- | ------------------------------- | -------------- |
| 1st  | 1998年10月31日 | RUSH!                           | 61位           |
| 2nd  | 1999年1月21日  | 春〜spring〜                    | 5位            |
| 3rd  | 1999年5月8日   | Little Trip                     | 27位           |
| 4th  | 1999年7月28日  | なぜ…                           | 2位            |
| 5th  | 1999年10月20日 | ふたりぼっち                    | 8位            |
| 6th  | 2000年1月26日  | 直感パラダイス                  | 23位           |
| 7th  | 2000年3月29日  | Dear                            | 29位           |
| 8th  | 2000年10月25日 | グロウアップ                    | 18位           |
| 9th  | 2000年11月22日 | だいすき                        | 26位           |
| 10th | 2001年8月22日  | Reset me                        | 40位           |
| 11th | 2001年10月24日 | フラストレーション ミュージック | 53位           |
| 12th | 2002年1月23日  | ベイサイドベイビー              | 80位           |
| 13th | 2002年11月7日  | Home Town                       | 42位           |
| 14th | 2003年6月18日  | DOLCE〜夏色恋慕〜               | 75位           |

### アルバム
| 枚  | 発売日        | タイトル       | オリコン最高位 |
| --- | ------------- | -------------- | -------------- |
| 1st | 1999年4月1日  | baby Blue      | 5位            |
| 2nd | 2000年2月23日 | WALLABY        | 3位            |
| 3rd | 2001年1月24日 | bleu-bleu-bleu | 6位            |
| 4th | 2002年2月20日 | MILESTONE      | 37位           |
| 5th | 2003年8月6日  | JUNCTION       | 70位           |

### ベスト・アルバム
| 枚  | 発売日         | タイトル      | オリコン最高位 |
| --- | -------------- | ------------- | -------------- |
| 1st | 2002年11月20日 | Historic Blue | 11位           |

### ビデオ
- baby Clips（1999年）
- baby Clips2（2000年）
- baby Clips3（2001年）
- Historic Blue Films（2003年）

### 関連書籍
- Paper Blue（発行：ソニー・マガジンズ、1999年11月）ISBN 4-7897-1465-9

## タイアップ一覧
| 使用年 | 曲名                            | タイアップ                                                               |
| ------ | ------------------------------- | ------------------------------------------------------------------------ |
| 1998年 | RUSH!                           | TBS系『まぶだちIII』エンディングテーマ                                   |
| 1998年 | RUSH!                           | ウイングヒルズ白鳥リゾート CMソング                                      |
| 1999年 | 春〜spring〜                    | テレビ朝日系『目撃!ドキュン』エンディングテーマ                          |
| 1999年 | Little Trip                     | NHK-BS2『真夜中の王国』オープニングテーマ                                |
| 1999年 | なぜ…                           | TBS系 木曜ドラマ『P.S. 元気です、俊平』主題歌                            |
| 1999年 | ふたりぼっち                    | NHK総合『ポップジャム』10・11月度エンディングテーマ                      |
| 2000年 | 直感パラダイス                  | TBS系『スーパーサッカー』テーマソング                                    |
| 2000年 | はとぽっぽ                      | TBS系『ワンダフル』1月ミニドラマ主題歌                                   |
| 2000年 | 真昼の夕焼                      | 森永製菓「ハイチュウ」CMソング                                           |
| 2000年 | Dear                            | テレビ朝日系『目撃!ドキュン』エンディングテーマ                          |
| 2000年 | グロウアップ                    | フジテレビ系アニメ『学校の怪談』オープニングテーマ                       |
| 2000年 | diet NUDE version 2.1           | カルピス「NUDE」CMソング                                                 |
| 2000年 | だいすき                        | ららぽーとスキードームSSAWS CMソング                                     |
| 2001年 | Reset me                        | クラリオン「MEDAMA2001 めざせ!お台場ミュージックオーディション」CMソング |
| 2001年 | Reset me                        | フジテレビ系『クラリオン・スカラーシップMEDAMA2001』テーマソング         |
| 2001年 | フラストレーション ミュージック | フジテレビ系アニメ『バンパイヤン・キッズ』オープニングテーマ             |
| 2002年 | ベイサイドベイビー              | テレビ朝日系『サタッぱち 古舘の日本上陸』エンディングテーマ              |
| 2002年 | Great Love                      | NTT DoCoMo東北 CMソング                                                  |
| 2002年 | Home Town                       | フジテレビ系『ウチくる!?』10・11月度エンディングテーマ                   |
| 2002年 | カクテル                        | テレビ東京系アニメ『スパイラル －推理の絆－』エンディングテーマ          |
| 2003年 | DOLCE〜夏色恋慕〜               | 三菱電機「HDDカーナビ」CMソング                                          |
| 2003年 | 笑おう                          | TBS系『さんまのSUPERからくりTV』エンディングテーマ                       |
| 2003年 | 笑おう                          | バンダイ「CanバッチGood Super!」CMソング                                 |

## ヘビーローテーション/パワープレイ

### ラジオ
| 放送年 | 曲名         | ラジオヘビーローテーション/パワープレイ                      |
| ------ | ------------ | ------------------------------------------------------------ |
| 1999年 | 春〜spring〜 | FM NACK5『JAPANESE DREAM』1999年1月度 歴代JDグランプリ受賞曲 |
| 2001年 | Reset me     | FM NACK5『JAPANESE DREAM』2001年8月度 歴代JDグランプリ受賞曲 |

## NHK紅白歌合戦出場歴
出演順は「出演順 / 出場者数」で表す。
| 年度/放送回               | 回 | 曲目         | 出演順 | 対戦相手       |
| ------------------------- | -- | ------------ | ------ | -------------- |
| 1999年（平成11年）/第50回 | 初 | 春〜spring〜 | 02/27  | Something ELse |

## 受賞歴
- 1999年
  - 第22回ザテレビジョンドラマアカデミー賞 主題歌賞（『なぜ…』､ドラマ『P.S.元気です、俊平』主題歌）[20]

## Sabão
Sabão（シャボン）は、Tamaとたくやのユニット。2011年結成。

### 主な来歴
2012年4月、プロデューサー・佐久間正英のライヴイベント「The Party 60」に若菜拓馬、力石理恵、佐久間正英、人時と共に出演し、「春〜spring〜」「なぜ…」「ふたりぼっち」を披露した。
2013年1月9日、「Sabão」として「BIG VENUS」（新曲）、「春-spring-」、「なぜ…」が配信開始。
2013年7月29日、お台場合衆国2013 とくダネ！ライブに出演。
2018年8月22日、初のCD「MeRISE」を発売。
2018年10月28日、この日のライブを以てライブ活動休止。Tama個人ブログでは体調面が最大の理由としている。歌はできる範囲で続けていくつもりとしながら、自身のCDのリリースやライブという形ではなく、制作のお手伝いという形で音楽に携わっていければと考えていると説明。これを最後にブログの更新も停止し、ライブ活動だけではなく全ての活動が停止となった。
以後、Sabãoとしては活動していないが、2023年以降Tama個人としては活動を行っている。

### ディスコグラフィー

#### 配信
| タイトル                             | タイトル                   | 配信日             | タイアップ                                                                                                   |
| ------------------------------------ | -------------------------- | ------------------ | --- |
| BIG VENUS -Single                    | BIG VENUS                  | 2013年1月9日       | CR「セクシーフォール」（3曲共通）                                                                            |
| BIG VENUS -Single                    | 春 -spring- (Sabão ver.)   | 2013年1月9日       | CR「セクシーフォール」（3曲共通）                                                                            |
| BIG VENUS -Single                    | なぜ… (Sabão ver.)         | 2013年1月9日       | CR「セクシーフォール」（3曲共通）                                                                            |
| アップデート - EP                    | アップデート               | 2013年3月29日      | ドラマ「イタズラなKiss〜Love in TOKYO」 オープニングテーマ (2nd) エンディングテーマ (3rd) 挿入歌 (4th - 9th) |
| アップデート - EP                    | たからもの                 | 2013年3月29日      | ドラマ「イタズラなKiss〜Love in TOKYO」 オープニングテーマ (2nd) エンディングテーマ (3rd) 挿入歌 (4th - 9th) |
| イタズラなKiss 〜Love in TOKYO SONGS | 会いたくて                 | 2013年7月27日      | ドラマ「イタズラなKiss〜Love in TOKYO」 オープニングテーマ (2nd) エンディングテーマ (3rd) 挿入歌 (4th - 9th) |
| イタズラなKiss 〜Love in TOKYO SONGS | イタズラRhapsody           | 2013年7月27日      | ドラマ「イタズラなKiss〜Love in TOKYO」 オープニングテーマ (2nd) エンディングテーマ (3rd) 挿入歌 (4th - 9th) |
| イタズラなKiss 〜Love in TOKYO SONGS | さよならわたしの片想い     | 2013年7月27日      | ドラマ「イタズラなKiss〜Love in TOKYO」 オープニングテーマ (2nd) エンディングテーマ (3rd) 挿入歌 (4th - 9th) |
| イタズラなKiss 〜Love in TOKYO SONGS | Good Bye Namida            | 2013年7月27日      | ドラマ「イタズラなKiss〜Love in TOKYO」 オープニングテーマ (2nd) エンディングテーマ (3rd) 挿入歌 (4th - 9th) |
| イタズラなKiss 〜Love in TOKYO SONGS | Hey, Mr. Cool              | 2013年7月27日      | ドラマ「イタズラなKiss〜Love in TOKYO」 オープニングテーマ (2nd) エンディングテーマ (3rd) 挿入歌 (4th - 9th) |
| イタズラなKiss 〜Love in TOKYO SONGS | White Knight               | 2013年7月27日      | ドラマ「イタズラなKiss〜Love in TOKYO」 オープニングテーマ (2nd) エンディングテーマ (3rd) 挿入歌 (4th - 9th) |
| Alliance vol.1 -EP                   | KNOW                       | 2013年10月28日     | |
| Alliance vol.1 -EP                   | Nightmare before decadence | 2013年10月28日     | |
| Alliance vol.1 -EP                   | ta chi ma chi              | 2013年10月28日     | |
| 今 〜present〜 -Single               | 今 〜present〜             | ライブ会場限定配布 | |
| Alliance vol.2 -EP                   | MILK                       | 2014年10月31日     | |
| Alliance vol.2 -EP                   | 環状線                     | 2014年10月31日     | |
| Alliance vol.2 -EP                   | アソビ                     | 2014年10月31日     | |
| \|\|:Repeat:\|\| - Single            | \|\|:Repeat:\|\|           | 2016年8月3日       | CR「セクシーフォール2ndSeason」                                                                              |
| \|\|:Repeat:\|\| - Single            | \|\|:Repeat:\|\| (inst)    | 2016年8月3日       | CR「セクシーフォール2ndSeason」                                                                              |
| \|\|:Repeat:\|\| - Single            | \|\|:Repeat:\|\| (Short)   | 2016年8月3日       | CR「セクシーフォール2ndSeason」                                                                              |

#### CD
| タイトル | 収録 | 発売日         |
| --- | --- | -------------- |
| MeRISE | \| 1. 春 ～spring～ (Sabao ver.) 2. なぜ… (Sabao ver.) 3. ふたりぼっち (Sabao ver.) 4. Dear (Sabao ver.) 5. グロウアップ (Sabao ver.) 6. BIG VENUS 7. アップデート 8. ｜｜:Repeat:｜｜ 9. アソビ 10. MILK 11. あいうえおで へ～んしん！ 12. なぜ… [electro remix] 13. 春 ～spring～ [jazz piano remix] 14. 今 ～present～ 15. また明日 16. 未RISE \| | 2018年08月22日 |
| 1. 春 ～spring～ (Sabao ver.) 2. なぜ… (Sabao ver.) 3. ふたりぼっち (Sabao ver.) 4. Dear (Sabao ver.) 5. グロウアップ (Sabao ver.) 6. BIG VENUS 7. アップデート 8. ｜｜:Repeat:｜｜ 9. アソビ 10. MILK 11. あいうえおで へ～んしん！ 12. なぜ… [electro remix] 13. 春 ～spring～ [jazz piano remix] 14. 今 ～present～ 15. また明日 16. 未RISE | |                |

#### 参加作品
| タイトル | 収録 | 発売日        |
| --- | --- | ------------- |
| イタズラなKiss - Love in TOKYO オリジナル・サウンドトラック                                                                                 | \| 1. アップデート 2. たからもの 3. Good Bye Namida 4. White Knight 5. 会いたくて 6. さよならわたしの片想い 7. イタズラRhapsody 8. Hey,Mr.Cool \| | 2013年8月28日 |
| 1. アップデート 2. たからもの 3. Good Bye Namida 4. White Knight 5. 会いたくて 6. さよならわたしの片想い 7. イタズラRhapsody 8. Hey,Mr.Cool | |               |